# Shinnan Glacier
Shinnan Glacier är en glaciär i Antarktis. Den ligger i Östantarktis. Norge gör anspråk på området. Shinnan Glacier ligger 106 meter över havet.
Terrängen runt Shinnan Glacier är kuperad österut, men västerut är den platt. Trakten är obefolkad. Det finns inga samhällen i närheten.